# Maurice Karnaugh
Maurice Karnaugh (New York, 4 ottobre 1924 – New York, 8 novembre 2022) è stato un informatico, ingegnere delle telecomunicazioni statunitense.

## Biografia
Laureato all'università Yale nel 1952, fu governatore emerito dell'ICCC (International Council for Computer Communication). Lavorò come ricercatore ai Bell Laboratories dal 1952 al 1966 e al centro di ricerca IBM dal 1966 al 1993. Insegnò inoltre informatica al Politecnico della New York University dal 1980 al 1999, e dal 1975 alla morte è stato membro dell'IEEE per i suoi lavori sull'utilizzo di tecniche numeriche nelle telecomunicazioni. È colui che ha introdotto le cosiddette mappe di Karnaugh.